# Croton quadrisetosus
Croton quadrisetosus är en törelväxtart som beskrevs av Jean-Baptiste de Lamarck. Croton quadrisetosus ingår i släktet Croton och familjen törelväxter. Inga underarter finns listade i Catalogue of Life.